# Плестер, Дитрих
Дитрих Плестер (нем. Dietrich Aloys Norbert Plester; 23 января 1922 года, Эссен, Веймарская республика — 29 октября 2015 года) — профессор, немецкий врач, оториноларинголог, отохирург.
В 50-е годы учился у профессора Вульштейна, затем у Готтесберге в Дюссельдорфе, Западная Германия.
С 1966 г. он был профессором, директором отделения оториноларингологии в клинике Университета Тюбингена. Основатель тюбингенской школы микрохирургии уха. Под его руководством клиника провела более чем 50 тысяч операций по улучшению слуха, сам профессор Плестер лично провёл более 15 тысяч операций. Профессор опубликовал более 120 научных работ, соавтор 10 книг, монографий, атласа по отохирургии.
Умер 29 октября 2015 года в возрасте 93 лет.